# Dositeevo
Dositeevo (Bulgaars: Доситеево) is een dorp in het zuiden van Bulgarije. Het dorp is gelegen in de gemeente Charmanli, oblast Chaskovo. Het dorp ligt hemelsbreed op 38 km van de stad Chaskovo en 237 kilometer ten zuidoosten van Sofia.

## Bevolking
Op 31 december 2019 telde het dorp 310 inwoners, een daling vergeleken met het maximum van 1.359 personen in 1946.
|  |

| Etnische samenstelling van de respondenten (2011) | Etnische samenstelling van de respondenten (2011) | Etnische samenstelling van de respondenten (2011) | Etnische samenstelling van de respondenten (2011) | Etnische samenstelling van de respondenten (2011) |
| ------------------------------------------------- | ------------------------------------------------- | ------------------------------------------------- | ------------------------------------------------- | ------------------------------------------------- |
|                                                   |                                                   |                                                   |                                                   |                                                   |
| Bulgaren                                          | Bulgaren                                          |                                                   | 89,0%                                             | 89,0%                                             |
| Turken                                            | Turken                                            |                                                   | 11,0%                                             | 11,0%                                             |
| Roma                                              | Roma                                              |                                                   | 0,0%                                              | 0,0%                                              |
| Anders/Onbekend                                   | Anders/Onbekend                                   |                                                   | 0,0%                                              | 0,0%                                              |